# Чоракли
Чоракли (азерб. Çörəkli), ранее — Гатси, в советских русскоязычных изданиях также Гаци (азерб. Hatsi) — село в Еникендском сельском административно-территориальном округе Ходжавендском районе Азербайджана.

## География
Село Чоракли входит в состав Еникендского сельского административно-территориального округа Ходжавендского района, при этом в состав этого сельского административно-территориального округа входит также и село Еникенд, которое является центром этого сельского административно-территориального округа. Расположено в 19 км северо-западнее города Ходжавенд, в 2 км западнее села Еникенд, в 2 км восточнее села Авдур и в 3 км северо-восточнее села Гагартси.

## История
В советский период входило в состав Норшенского (ныне Еникенд) сельсовета Мартунинского района Нагорно-Карабахской автономной области (НКАО) Азербайджанской ССР и и в советских русскоязычных изданиях называлось Гаци.
2 сентября 1991 года на совместной сессии Нагорно-Карабахского областного и Шаумяновского районного Советов народных депутатов была принята Декларация о провозглашении Нагорно-Карабахской Республики в границах Нагорно-Карабахской автономной области (НКАО) и сопредельного Шаумяновского района Азербайджанской ССР.
26 ноября 1991 года Верховный Совет Азербайджанский Республики принял Закон "Об упразднении Нагорно-Карабахской автономной области Азербайджанской Республики". В этом Законе было постановлено помимо упразднения Нагорно-Карабахской Автономной Области (НКАО), в том числе также и переименование Мартунинского района в Ходжаведский. Решением Милли Меджлиса Азербайджанской Республики от 29 декабря 1992 года село Гаци Ходжавендского района было переименовано в Чоракли, а село Норшен Ходжавендского района было переименовано в Еникенд. В настоящее время это село Чоракли и входит в состав Еникендского сельского административно-территориального округа Ходжавендского района Азербайджана.
В результате Карабахского конфликта, село в начале 90-х годов ХХ-ого века попало под контроль непризнанной Нагорно-Карабахской Республики (НКР). Согласно административно-территориальному делению непризнанной республики находилось в составе Мартунинского района НКР и называлось Хаци (арм. Հացի).
В результате Трёхстороннего Заявления вночь с 9 по 10 ноября 2020 года, подписанного по итогам 44-дневной войны, село перешло под контроль Российских миротворческих сил.
В результате боевых действий в сентябре 2023 года Азербайджан восстановил свой контроль над селом.

## Население
По состоянию на 1 января 1933 года в селе проживало 505 человек (120 хозяйств), все — армяне.

## Достопримечательности
В селе расположены:
- церковь Бри Ехци (XII—XIII века, имеются остатки здания V—VI века)[12]
- церковь Сурб Аствацацин (церковь Святой Богоматери)[13]